# Vida världen
Vida världen är en lärobok som används i OÄ i den svenska grundskolans årskurser 4-6. Den publicerades första gången 1981. Den hade 2001 tryckts i en upplaga av 900 000 exemplar. Mycket i boken handlar om Sveriges landskap i årskurs 4, Europas länder i årskurs 5 och övriga världens länder i årskurs 6.

## Kapitel

### Årskurs 4
1. Nu börjar vi på mellanstadiet
2. Ängen
3. Vår jord och vårt land
  1. Ett år på bondgården
  2. Alla behöver mat
  3. Skåne
4. Den odlade marken
5. Sjö och å
6. Kusten och havet
7. Storstaden
8. Gruvan
9. Skogen
10. Energi och miljö
11. Bostaden
12. Fjällbygd och kustland i norr